# メトロ (オレゴン地域政府)
メトロ (Metro) は、アメリカ合衆国オレゴン州ポートランド都市圏の住民による投票で選ばれた議員により運営される地域政府。ポートランド都市圏内のクラカマス郡、マルトノマ郡、ワシントン郡の25の市、130万人以上の住民に地域的なアプローチとして、公園の手入れ、土地の最大活用、ごみの処理の管理とリサイクル、開かれた空間を保護する事業などの権限をオレゴン州政府から委譲され、住民によって承認され、管轄、統治する。公共交通システムの調整などのサービスも提供している。都市計画機構的な組織としては、アメリカ唯一の選挙民に承認された自治憲章を持つ。住民の投票によって、課税権までも保持するに至った世界でも珍しい先進的な地域政府である。
メトロは以前 Metropolitan Service District の名前で知られていた。